# Rostbauch-Bürstenhaarmaus
Die Rostbauch-Bürstenhaarmaus (Lophuromys sikapusi) ist ein im westlichen und zentralen Afrika verbreitetes Nagetier in der Gattung der Bürstenhaarmäuse. Laut phylogenetischen Studien ist sie eng mit der Angola-Bürstenhaarmaus (Lophuromys angolensis) verwandt. Je nach Auffassung ist Lophuromys ansorgei ein weiterer enger Verwandter oder ein Synonym dieser Art. Das Typusexemplar stammt aus Ghana.

## Merkmale
Die Art wird ohne Schwanz 110 bis 130 mm lang, die Schwanzlänge beträgt 65 bis 82 mm und das Gewicht liegt bei 51 bis 79 g. Damit ist diese Bürstenhaarmaus ein kleiner Gattungsvertreter. Sie hat 21 bis 23 mm lange Hinterfüße und 15 bis 17 mm lange Ohren. Verglichen mit vielen anderen Gattungsmitgliedern ist das Fell eher weich. Es hat oberseits eine rotbraune bis schwarzbraune Farbe, während die Unterseite rostbraun oder intensiv rot ist (in westlichen Bereichen). Typisch ist ein Kopf mit spitzer Schnauze, kleinen Augen und kleinen Ohren. Die Finger und Zehen sind mit langen gebogenen Krallen ausgerüstet. Dabei ist der Daumen auffällig klein. Kennzeichnend für den Schwanz sind ringförmig angeordnete Schuppen, wenige kurze Borsten und eine dunkle Färbung. Von den paarig angeordneten Zitzen der Weibchen liegen vier im Leistenbereich und zwei weiter vorn. Die Kamerunberg-Bürstenhaarmaus (Lophuromys roseveari) hat im Verhältnis zum Körper längere Ohren und abweichende Schädelmerkmale. Bei der Gelbflecken-Bürstenhaarmaus (Lophuromys flavopunctatus) ist das Fell gesprenkelt und mehr borstig.

## Verbreitung
Das Verbreitungsgebiet reicht von Sierra Leone über das südliche Nigeria und die südliche Zentralafrikanische Republik sowie Uganda bis in den Westen von Kenia. Ab Kamerun reicht das Verbreitungsgebiet auch nach Süden bis zum nördlichen Angola. Die Rostbauch-Bürstenhaarmaus fehlt im zentralen Kongobecken und fast in ganz Benin. Sie lebt im Flach- und Bergland bis 1600 Meter Höhe. Als Habitat dienen feuchte Wiesen, Weideflächen, Strauchflächen, Sümpfe und Ackerflächen. Gelegentlich tritt das Nagetier auf Waldlichtungen mit Gräsern und Kräutern auf.

## Lebensweise
Die Rostbauch-Bürstenhaarmaus ist zwischen Abend- und Morgendämmerung aktiv und bewegt sich auf dem Boden. Sie legt ein Nest aus verwobenem Gras an, das in der Laubschicht oder in einem Erdloch versteckt wird. Die Art hat wie andere Gattungsmitglieder einen strengen Geruch, der mittelgroße Raubtiere abschreckt. Jagende Vögel lassen sich nicht beeindrucken. Die Nahrung besteht aus verschiedenen Wirbellosen wie Ameisen, Termiten, Regenwürmer, Vielfüßer, Schnecken und Aas. Diese wird gelegentlich mit Pflanzensamen und Früchten komplettiert. Die Zusammensetzung der Nahrung variiert je nach Verbreitung und Jahreszeit. Beschädigte Ohren und Schwänze lassen vermuten, dass die Tiere außerhalb der Paarungszeit einzelgängerisch und aggressiv zueinander sind.
Weibchen erreichen die Geschlechtsreife, wenn sie etwa 40 g wiegen. Die Paarung findet so statt, dass die Geburt der Nachkommen in die Regenzeit fällt. Nach etwa 30 Tagen Trächtigkeit enthält ein Wurf meist zwei oder drei Neugeborene, die um 8 g wiegen. Die Jungtiere erreichen nach drei Wochen das halbe Erwachsenengewicht und nach 5 bis 8 Wochen sind sie ausgewachsen.
Unabhängig vom Geruch fällt die Art Mangusten, Schleichkatzen, dem Serval, Raubvögeln und größeren Schlangen zum Opfer.

## Gefährdung
Die IUCN listet die Rostbauch-Bürstenhaarmaus aufgrund fehlender Bedrohungen und eines häufigen Auftretens als nicht gefährdet (least concern).